# Megastomatohyla mixe
Espèce
Synonymes
- Hyla mixe Duellman, 1965

Statut de conservation UICN

 CR B1ab(iii)+2ab(iii) : 
En danger critique
Megastomatohyla mixe est une espèce d'amphibiens de la famille des Hylidae.

## Répartition
Cette espèce est endémique de l'État d'Oaxaca au Mexique. Elle se rencontre entre 1 590 et 1 800 m d'altitude dans la sierra Juárez et la sierra Madre del Sur.

## Publication originale
- Duellman, 1965 : A New Species of Tree Frog from Oaxaca, Mexico. Herpetologica, vol. 21, no 1, p. 32-34.